# Militärgefängnis Schwedt
Das Militärgefängnis Schwedt  in der Stadt Schwedt/Oder war das einzige Militärgefängnis der Deutschen Demokratischen Republik. Es wurde zur Inhaftierung von Angehörigen der Nationalen Volksarmee und der Kasernierten Einheiten des Ministeriums des Innern genutzt. Die Gründe für die Inhaftierungen teilen sich etwa zur Hälfte in Straftaten wie Körperverletzung, Diebstahl, aber auch „Staatsfeindliche Hetze“ oder Staatsverleumdung sowie in Militärstraftaten wie Befehlsverweigerung, Fahnenflucht oder Alkohol im Dienst. Kleinere Delikte wurden dabei oft als Vorwand benutzt, um politischen Dissens, den Ausdruck von Individualität und Andersdenken zu unterdrücken und unter dem Vorwand der Rechtsstaatlichkeit der DDR bestrafen zu können.

## Geschichte

### Einrichtung des militärischen Strafvollzuges
Nach der Aufstellung der NVA am 1. März 1956 und der Einführung der allgemeinen Wehrpflicht am 24. Januar 1962 wurden eine Militärjustiz sowie der zugehörige Vollzug eingerichtet. Aus diesem Grund wurde zur Entlastung des bereits 1954 eingerichteten Strafvollzugskommandos Berndshof im Kreis Ueckermünde 1968 das Gefängnis in Schwedt für die Zwecke der NVA übernommen, aber weiter vom Ministerium des Innern geführt. In Schwedt war die maximale Strafdauer auf zwei Jahre ausgelegt. Freiheitsstrafen ab zwei Jahren wurden in anderen zivilen Vollzugsanstalten des Ministeriums des Innern vollzogen. Um in Schwedt inhaftiert werden zu können, musste die Freiheitsstrafe gerichtlich angeordnet werden.

### Einführung des Strafarrestes
Parallel zur gerichtlichen Freiheitsstrafe gab es für Militärangehörige auch den Strafarrest. Dieser konnte ebenso wie der Freiheitsentzug nur durch ein Militärgericht verhängt werden. Da in der DDR gesetzlich verankert war, dass Freiheitsstrafen mindestens drei Monate lang sein mussten, schloss der Strafarrest die Lücke zwischen Strafen von einem bis zu drei Monaten. Mit der Strafrechtsreform im Jahr 1977 wurde die Mindestdauer von Freiheitsstrafen auf sechs Monate erhöht; somit stieg auch die maximale Dauer des Strafarrestes von drei auf sechs Monate. Der Strafarrest musste in Militärstrafarrestabteilungen abgesessen werden. Da sich in Schwedt die einzige Militärstrafarrestabteilung der DDR befand, wurden alle Verurteilten in Schwedt inhaftiert. Im Gegensatz zur Freiheitsstrafe galt der Insasse nach verbüßtem Strafarrest als nicht vorbestraft.

### Disziplinareinheit

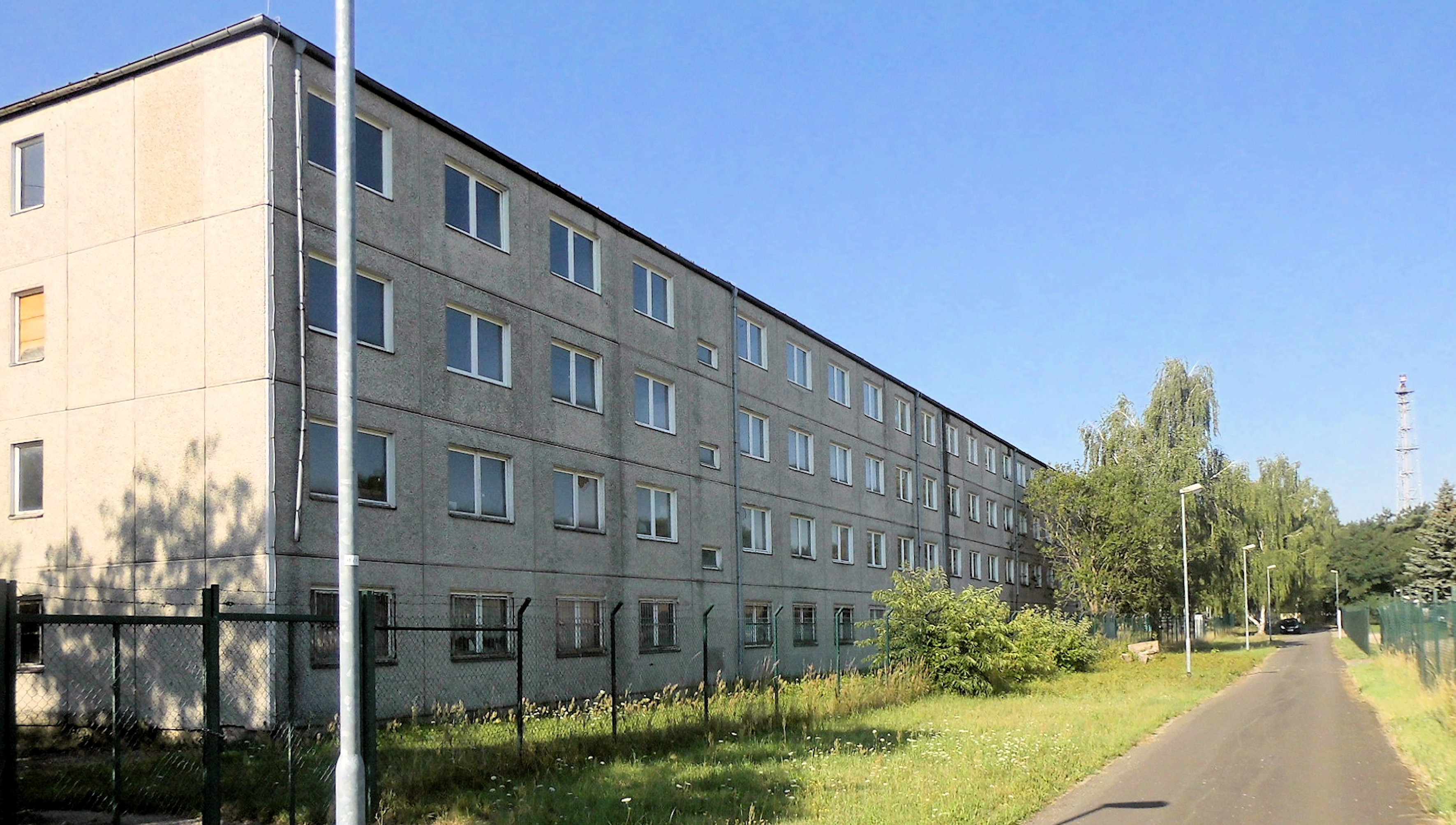
Unterkunftsblock der Disziplinareinheit

Ende 1982 wechselte die Verwaltung des Militärstrafvollzugs vom Innen- zum Verteidigungsministerium. Fortan hieß das Objekt Disziplinareinheit 2. Gleichzeitig wurde die neue Disziplinarstrafe „Dienst in der Disziplinareinheit“ eingeführt. Diese Strafe konnte von Regimentskommandeuren für eine Dauer von ein bis zwei Monaten und vom Divisionskommandeur bis zu drei Monaten verhängt werden, falls die Straftat nach dem StGB nicht erheblich gesellschaftswidrig war und somit eine gerichtliche Bestrafung nicht notwendig schien. Für diese Disziplinarbestraften wurde im Militärgefängnis Schwedt ein neues Gebäude errichtet. Angewandt wurde die Strafe bei Militärstraftaten sowie bei Vergehen.
Auch unter der neuen Bezeichnung Disziplinareinheit 2 wurden die bisherigen Strafformen Strafarrest und Militärstrafvollzug fortgesetzt. Beide Bereiche waren jedoch voneinander getrennt. Seitdem kam und kommt es immer wieder zu begrifflichen Vermischungen, die nicht berücksichtigen, dass in der Struktur Disziplinareinheit 2 alle drei Strafarten Strafarrest, Militärstrafvollzug und Dienst in der Disziplinareinheit zu verbüßen waren.
Insgesamt wird geschätzt, dass 2500 Mann die neue Disziplinarstrafe in der Zeit von 1982 bis zum Schluss im Dezember 1989 durchlaufen haben. Dies ergibt unter Einbezug der maximalen Strafdauer von drei Monaten eine durchschnittliche Kompaniestärke von 70 Mann. Während der Disziplinarstrafe durften die Insassen keinen Besuch empfangen und waren zur Arbeitsleistung verpflichtet. Außerhalb der Arbeitszeiten erfolgte die militärische Ausbildung, inkl. Politunterricht. Zur Unterbindung von Kontakten zwischen Strafgefangenen und Disziplinarbestraften erfolgte die Arbeit im wechselseitigen Schichtrhythmus.
Wie beim Strafarrest wurde der „Dienst in der Disziplinareinheit“ nicht ins Strafregister eingetragen. Für alle Insassen galt, dass die Strafzeit nicht auf die Zeit des Wehrdienstes angerechnet wurde und der entsprechende Anteil nachgedient werden musste.
Im Vergleich zum normalen Tagesdienstablaufplan der NVA verschoben sich im Militärstrafvollzug / in der Disziplinareinheit die Zeiten um zwei Stunden. Im regulären NVA-Betrieb wurden die Soldaten an Wochentagen normal um 6:00 Uhr geweckt und um 22:00 Uhr war Nachtruhe. In der Disziplinareinheit wurden sie bereits um 4:00 Uhr geweckt und 20:00 Uhr war Nachtruhe.

### Zahlen zu Insassen
Für den Zeitraum von 1968 bis 1982 liegen bisher nur Hochrechnungen über die Anzahl der Häftlinge vor, die aktuell auf rund 6.660 Betroffene hinausläuft. Genauere Zahlen gibt es ab 1982. Damals übernahm das Ministerium für Nationale Verteidigung 139 Insassen, nämlich 85 Strafgefangene und 54 Arrestanten. Die Gesamtzahl der militärgerichtlich verurteilten Insassen von 1982 bis zur Schließung 1990 wird mit knapp 800 angegeben. Dies deutet für diese zweite Phase, unter Einbezug der maximalen Strafdauer, auf eine durchschnittliche Anzahl von 70 Insassen hin. Diese Halbierung geht weniger auf einen Rückgang der Straftaten als vielmehr auf die Ergänzung des unteren (kürzeren) Bereiches des Strafarrestes durch die Disziplinarmaßnahme Dienst in der Disziplinareinheit zurück. Zusammen mit den ca. 2.500 Disziplinarbestraften ist somit von fast 10.000 mit „Schwedt“ bestraften Personen auszugehen. Zum Schluss gab es drei Kompanien für die Militärstrafgefangenen / Strafarrestanten bis zu zwei Jahren sowie drei Kompanien für die disziplinar Bestraften, von denen jedoch eine unbelegt blieb.

### Abwicklung
Am 26. April 1990 wurde der letzte Militärstrafgefangene entlassen und am 31. Mai 1990 wurde die Einrichtung geschlossen. Die Gefangenenbaracken wurden in den 1990er Jahren abgerissen, während der vierstöckige Verwaltungsbau bisweilen als Obdachlosenheim dient.

## Organisation und Tagesablauf
| Grundsätzlicher Tagesdienstablaufplan in der Disziplinareinheit 2 | Grundsätzlicher Tagesdienstablaufplan in der Disziplinareinheit 2 |
| ----------------------------------------------------------------- | ----------------------------------------------------------------- |
| 04:00 Uhr                                                         | wecken                                                            |
| anschließend                                                      | Frühsport, Morgentoilette                                         |
| Frühstück                                                         |                                                                   |
| anschließend                                                      | Ausbildung im Objekt oder Arbeit im PCK Schwedt                   |
| Mittag                                                            |                                                                   |
| anschließend                                                      | Arbeit oder Ausbildung im Objekt                                  |
| Abendbrot                                                         |                                                                   |
| 20:00 Uhr                                                         | Nachtruhe                                                         |
| Tagesdienstablaufplan am Wochenende                               |                                                                   |
| Sonnabend                                                         | politische Schulung; 22:00 Uhr Nachtruhe                          |
| Sonntag                                                           | 6:00 Uhr wecken und insg. 4 h Freizeit; 20:00 Nachtruhe           |

Im Gelände des Militärgefängnisses Schwedt befand sich eine Werkhalle, in der die Inhaftierten unter gesundheitsschädlichen Bedingungen Aufbauten für militärische Fahrzeuge durch Beschichtung von gepresstem Glaswollevlies mit Epoxidharz fertigten. Daneben betrieb das Instandsetzungswerk Pinnow (IWP), ein Betrieb des Kombinats Spezialtechnik, eine Tischlerei, in der die Gefangenen Munitionskisten produzierten.
Das Militärgefängnis Schwedt wurde zunächst durch das Ministerium des Innern verwaltet, im Jahr 1982 übernahm das Ministerium für Nationale Verteidigung die Verwaltung. Infolgedessen wurden die übernommenen 14 Offiziere und 13 Wachtmeister der Volkspolizei, „Organ Strafvollzug“, am 31. Dezember 1982 Angehörige der Nationalen Volksarmee. Dies entsprach nur ca. der Hälfte des vorherigen Personals. Die andere Hälfte wurde mit Schwierigkeiten aus der NVA rekrutiert.

## Bekannte Häftlinge
- Thomas Welz
- Stefan Wachtel

## Rezeption
Vor der friedlichen Revolution in der DDR war das Militärgefängnis Schwedt DDR-Bürgern außerhalb der NVA kein fester Begriff. Unter NVA-Soldaten löste der Name „Schwedt“ hauptsächlich Angst aus. Details waren nicht bekannt, Gerüchte gab es hingegen viele, deren Kern gerade das Unaussprechliche war: Angeblich redeten entlassene Schwedt-Häftlinge kein Wort über ihre Haftzeit. Schwedt hatte seinen festen Platz in der Alltagskultur von wehrpflichtigen NVA-Soldaten, so wurde die Zahl 133 auf dem Bandmaß der Entlassungskandidaten mit schwarzer Farbe vergittert, was als Symbol für Schwedt mit der damaligen Postleitzahl 1330 stand.
Nach 1989 erschienen eine Reihe von Büchern über Schwedt, erst von Betroffenen, später auch wissenschaftliche Abhandlungen. 2001 sendete der MDR eine Dokumentation mit dem Titel Armeeknast Schwedt. In Leander Haußmanns Buch und Spielfilm NVA (2005) verkörperte der aufmüpfige Soldat Krüger in einer Nebenhandlung die psychischen Auswirkungen der Haft im Militärgefängnis Schwedt. In der gleichzeitig erschienenen Autobiografie Hinterm Horizont allein – Der Prinz von Prora (2005) erwähnt der Historiker Stefan Wolter einen Weggefährten unter den Proraer Bausoldaten, der nach Rückkehr aus dem Armeegefängnis Schwedt „sichtbar an Armen und Beinen schlotternd […] unter Sprechverbot in eine andere Einheit versetzt“ wurde. Im vielfach ausgezeichneten Roman Der Turm (2008) von Uwe Tellkamp kommt der Protagonist Christian Hoffmann nach Schwedt.

## Aufarbeitung

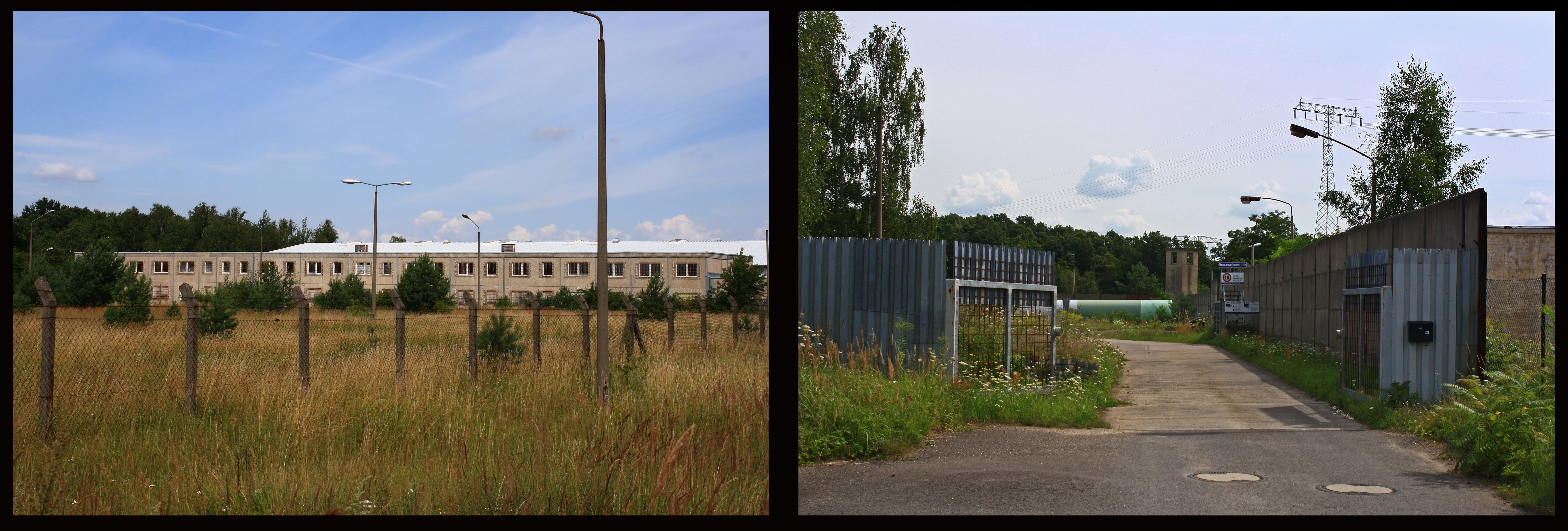
Links die Disziplinareinheit des ehemaligen NVA-Militärgefängnisses Schwedt, rechts Wachturm und Eingangsbereich. Nicht mehr vorhanden ist die Eingangsschleuse mit 3,5 m hohen Stahltoren.

Im März 2013 gründete sich der Verein DDR-Militärgefängnis Schwedt e. V., der es sich zum Ziel gesetzt hat, die Geschichte des Militärgefängnisses der DDR wachzuhalten. Im Verein engagieren sich sowohl ehemalige Häftlinge, als auch Mitarbeiter des Gefängnisses. Neben Veranstaltungen und Projekten zur Erinnerung an die Geschichte des Ortes ist Ziel des Vereins, in Projekten – und künftig auch in einem Dokumentations- und Informationszentrum – Themen wie Militär und Gesellschaft, Menschenrechte und Soldatenrechte zu bearbeiten. Dazu wurde ein Runder Tisch gebildet, an dem sich Vertreter aus Stadt, Land und Bund beteiligen und über die Zukunft des historischen Ortes diskutieren. Zu den Unterstützern der Initiative zählt der ehemalige Wehrbeauftragte des Deutschen Bundestages, Reinhold Robbe.
Der Arbeit des Vereins ist es zu verdanken, dass neben einer Wanderausstellung am historischen Ort eine Open-Air-Ausstellung eingerichtet wurde, die über die Geschichte des Militärgefängnisses informiert.